# Николай Копринков
Николай Копринков е секретар по вътрешна политика на президента Румен Радев и бивш кмет на с. Труд.

## Биография
Копринков роден през 1978 г. в град Пловдив.
Завършва средното си образование в Техникума по механотехника в гр. Пловдив през 1997 г. Придобива бакалавърска степен по „Физическо възпитание“ в Пловдивския университет „Паисий Хилендарски“ през 2004 г. Завършва магистърска степен в три специалности: „Управление на социално-педагогически дейности с деца и юноши“ (2008 г.), „Политики и стратегии в публичната администрация“ (2008 г.) и „Защита на информацията“ (2010 г.).

## Политическа кариера
От 2003 до 2011 г. е общински съветник в община Марица, обл. Пловдив.
От 2006 до 2009 г. е Областен координатор за област Пловдив на Държавна агенция за младежта и спорта. До 2010 работи като Областен координатор за област Пловдив на Министерство на образованието, младежта и науката.
От 2011 г. до 2015 г. е кмет на село Труд, община Марица, обл. Пловдив. През 2012 е избран за председател на БСП в община Марица.
От 2015 г. до януари 2017 г. е трети мандат общински съветник в община Марица, обл. Пловдив. 

### В администрацията на Президентството
Назначен е за съветник по вътрешна политика и гражданско общество на президента на Република България с указ № 51 от 23 януари 2017 г.
С указ № 1 от 7 януари 2019 г. е назначен за секретар по вътрешна политика и гражданско общество на президента на Република България. 
Във втория мандат на президента Румен Радев е назначен за секретар по вътрешна политика и гражданско общество с указ № 16 от 22 януари 2022 г. Преназначен е на длъжността секретар по вътрешна политика на президента с указ № 99 от 30 март 2022 г.
В медийни публикации, Копринков е спряган като най-влиятелната фигура в администрацията на Президентството, през когото минават ключови назначения по различните нива на изпълнителната власт.